# Bathybagrus tetranema
Bathybagrus tetranema es una especie de pez de la familia Claroteidae en el orden de los Siluriformes.

## Morfología
• Los machos pueden llegar alcanzar los 17 cm de longitud total.
- Tiene ojos subcutáneos.[1][2][3]

## Hábitat
Es un pez de agua dulce y de clima tropical.

## Distribución geográfica
Se encuentran en África: aguas  zambiana del lago Tanganika.